# اچ‌ام‌اس اسکپتر (پی۲۱۵)
اچ‌ام‌اس اسکپتر (پی۲۱۵) (به انگلیسی: HMS Sceptre (P215)) یک زیردریایی بود که طول آن ۲۱۷ فوت (۶۶ متر) بود. این زیردریایی در سال ۱۹۴۳ ساخته شد.